# Helmut Fallgatter
Helmut Ernesto Fallgatter (Curitiba, 29 de agosto de 1909 — Joinville, 2000) foi um empresário e político brasileiro.
Após os primeiros estudos, mudou-se com a família para Joinville. Ingressou como aprendiz na extinta Farmácia Leão e, depois, como farmacêutico na Farmácia Minerva. Durante 28 anos atuou como gerente e presidente do Grupo Drogaria, Farmácia e Laboratório Catarinense.
Ingressou na política em 1960 e concorreu à prefeitura de Joinville; eleito, governou a cidade de 1961 e 1966, priorizando a educação, a saúde, a agricultura e o sistema viário.
Em 1967 mudou-se para Barra Velha, onde havia construído um loteamento. Na década de 1970 foi responsável pelo fortalecimento do jornal A Notícia. Em 1971 recebeu o título de comendador.